# Брюнікель (замок)
Брюнікель (фр. Château de Bruniquel) — замок у французькій комуні Брюнікель у департаменті Тарн і Гаронна (Окситанія).

## Назва
Замок часто називають Châteaux de Bruniquel (тобто замки у множині). Це пов'язано з тим, що через два століття після спорудження замок був розділений між двома гілками дому де Комменж, звідси назви château vieux (старий замок) і château jeune (молодий замок).

## Легенда
За словами Григорія Турського, королева Меровінгів Брунгільда побудувала перший замок, «château vieux» або «castel Biel» у 6 столітті на місці римського каструма.

## Архітектура
Від побудов початку XII століття залишилися лише частковий фундамент, частини стін та донжон, так званий Тур де Брюно. Це місце змінювалося у різний час, особливо у XIII, XV, XVII і XIX століттях.
У «château vieux» досі збереглася фортеця XII століття, коли замок був власністю графів Тулузьких, та їх резиденцією у XIII столітті. Тут також є галерея епохи Відродження; інші частини зазнали великої реконструкції у XVIII та XIX століттях. Замок названо на честь королеви Брунгільди (la tour de la Reine Brunehaut).
«Молодий замок» височить над місцем злиття річок Аверон і Вер з висоти 90 м. Він був збудований між 1485 і 1510 роками та був реконструйований у період бароко. У його ренесансній галереї шість аркад.
Димар з Брюнікеля був встановлений в XIX столітті в їдальні замку Ластур у Реальвілі.

## Сьогодення
Це місце було місцем знімання фільму 1975 року «Стара рушниця» режисера Робера Енріко з Ромі Шнайдер, Філіпом Нуаре та Жаном Буїзом у головних ролях. Колодязь, який зараз видно в центрі, не оригінальний; він був поміщений туди для фільму. Фотографії зі фільмування виставлені у château vieux.
Замок був класифікований як історична пам'ятка в 1840. Замок належить комуні з 1987 і відкритий для публіки з березня до середини листопада.

## Галерея

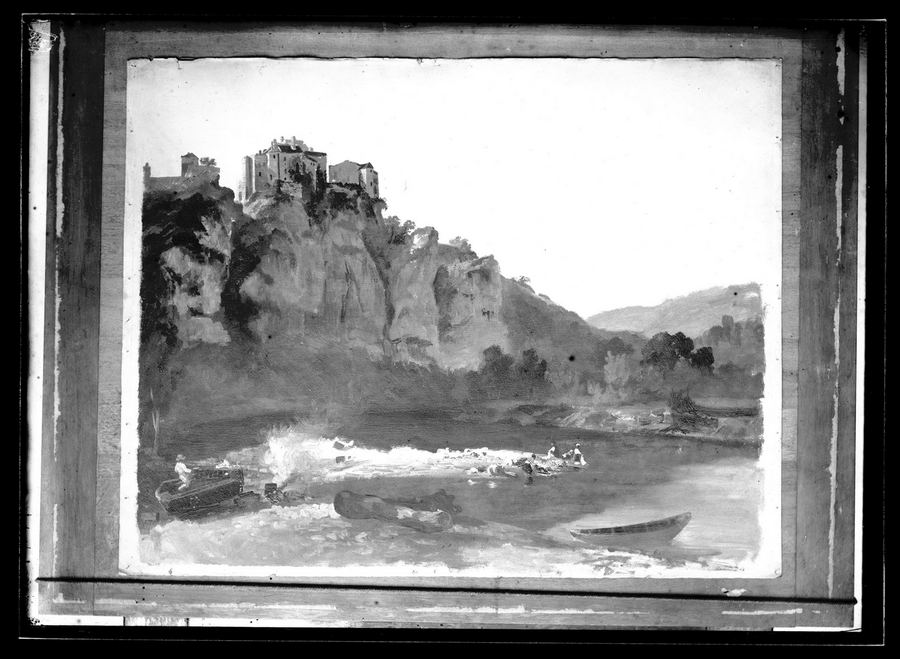
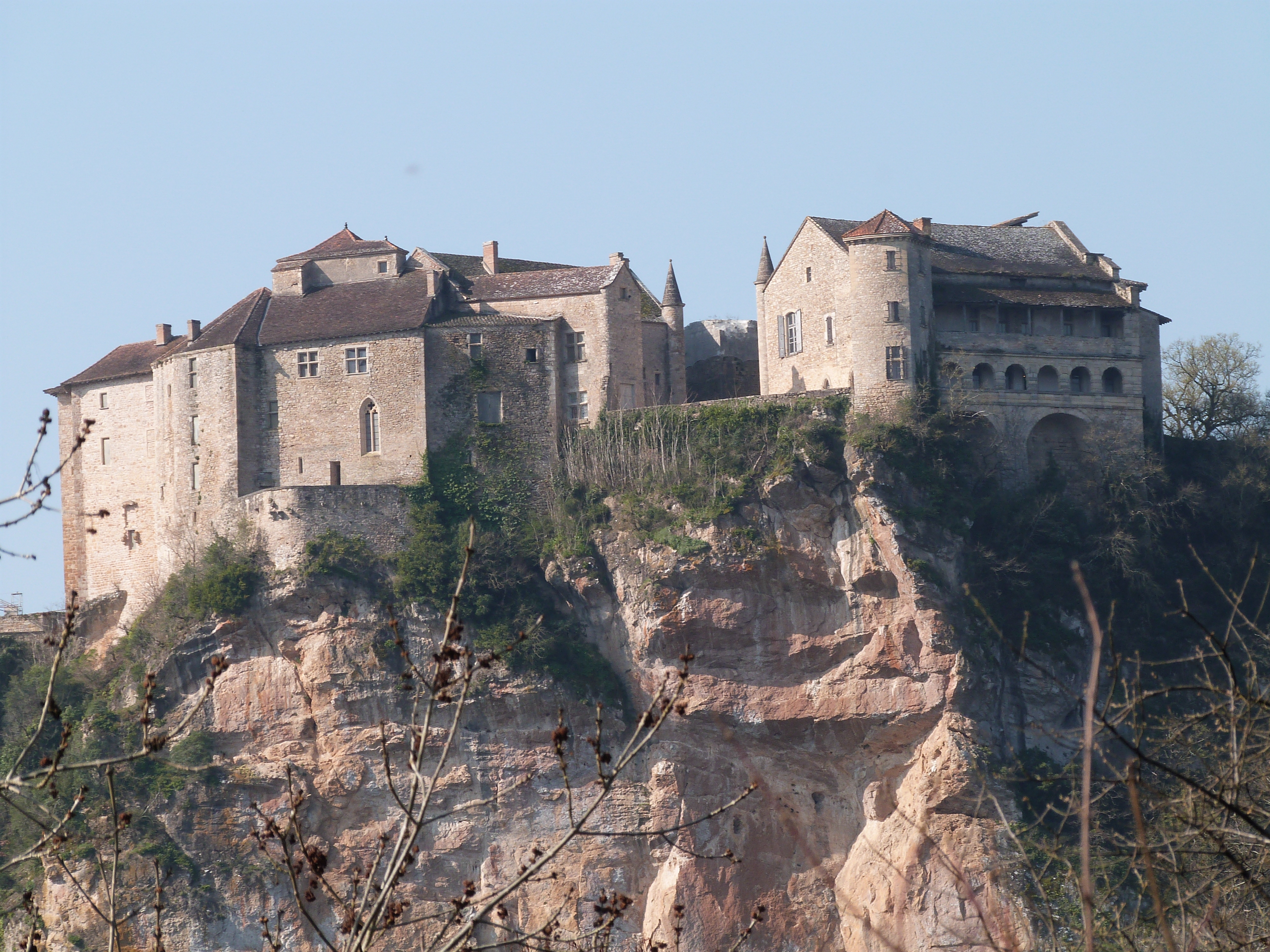
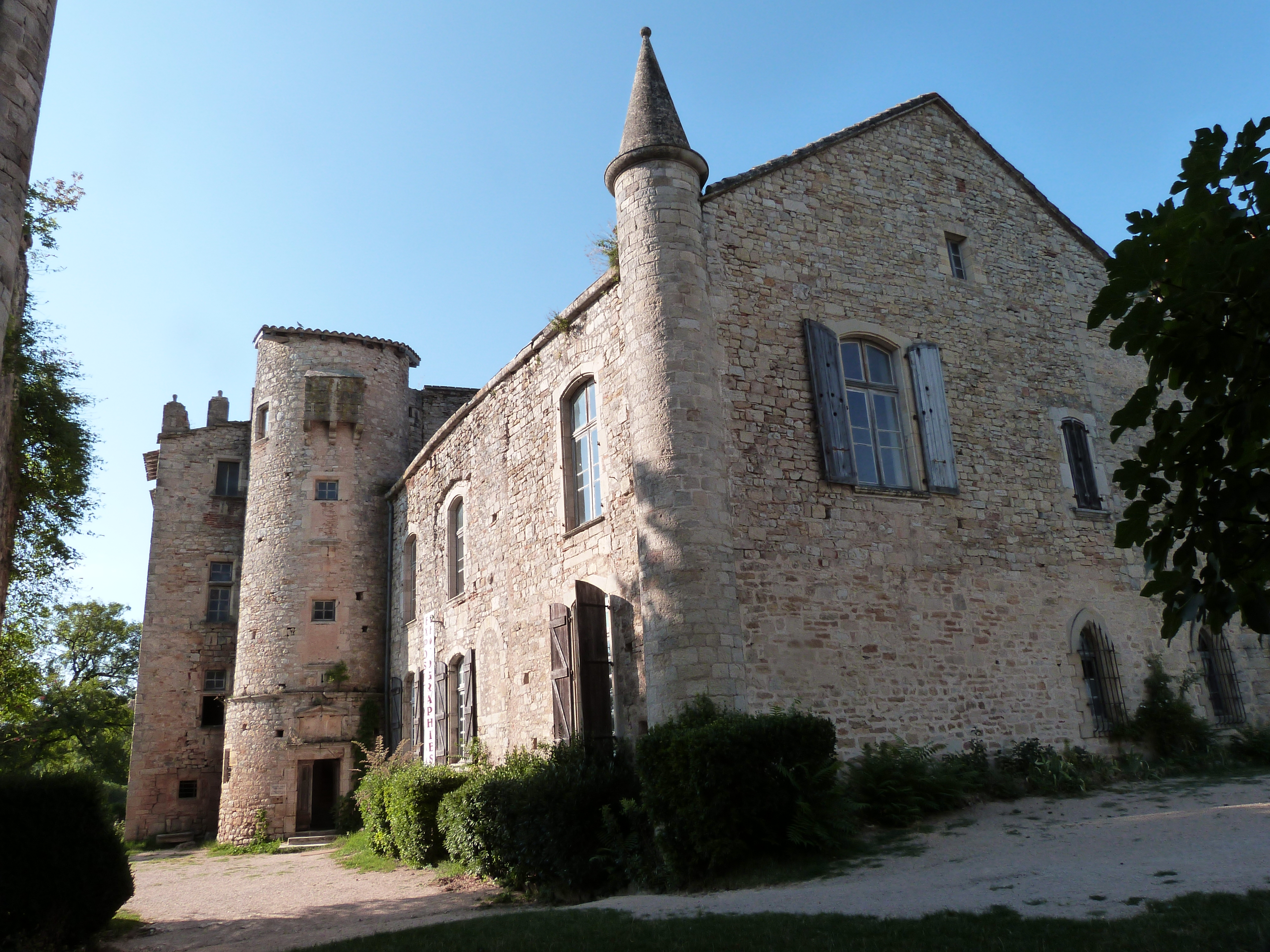